# فلوریان کلینهانسل
فلوریان کلینهانسل (انگلیسی: Florian Kleinhansl؛ زادهٔ ۱۱ اوت ۲۰۰۰) بازیکن فوتبال است.
وی همچنین در تیم ملی فوتبال جوانان آلمان بازی کرده‌است.